# 스티브 구튼버그
스티브 구튼버그(영어: Steve Guttenberg, 1953년 8월 24일 ~ )는 미국의 배우, 작가, 제작자, 감독, 사업가이다.

## 경력
1984년부터 폴리스 아카데미 시리즈에 주인공 케리 머호니 역으로 출연하기 시작했는데, 시리즈가 큰 흥행 성공을 이루면서 일약 스타덤에 올랐다.
그러나 《뉴욕 세 남자와 아기》(1987)에 출연하기 위해 《폴리스 아카데미 5 - 마이애미 비치 임무》(1988)에 불참했다. 1987년 최고 흥행작 《뉴욕 세 남자와 아기》는 박스 오피스에서 24,000만 달러를 달성했으며, 구튼버그는 경력 전체를 통틀어 가장 큰 흥행 실적을 올렸다.
한편 《폴리스 아카데미 5 - 마이애미 비치 임무》는 구튼버그가 빠진 자리에 맷 매코이를 대신 넣었는데, 박스 오피스에서 5,450만 달러를 기록하며 제작비 대비 준수한 성적을 거뒀다.

## 출연 작품

### 영화
- 위험한 열차 (1977)
- 브라질에서 온 소년 (1978)
- 청춘의 양지 (1982)
- 그날 이후 (1983)
- 폴리스 아카데미 (1984)
  - 폴리스 아카데미 2 - 첫임무 (1985)
  - 폴리스 아카데미 3 - 재훈련 (1986)
  - 폴리스 아카데미 4 - 시민 순찰대 (1987)
- 코쿤 (1985)
  - 코쿤 2 (1988)
- 조니 5 파괴 작전 (1986)
- 베드룸 윈도우 (1987)
- 뉴욕 세 남자와 아기 (1987)
  - 세 남자와 아기 2 (1990)
- 홈 포 더 할리데이 (1995)
- 애들이 똑같아요 (1995)
- 사랑의 이중주 (1997)
- 꼬마 유령 캐스퍼 2 - 새로운 모험 (1997)
- 허리케인 샤크네이도 (2016)
- 트라우마 센터 (2019) - 닥터 존스 역
- 리프킨스 페스티벌 (2020)
- 인어공주: 마법물약의 비밀 (2023) - 재스퍼 왕 역 (애니메이션)

### 텔레비전
- 새터데이 나이트 라이브 (1986)
- 베로니카 마스 (2005-06)
- 로앤오더: 뉴욕 특수수사대 (2007)
- 댄싱 위드 더 스타 (2008) - 경쟁자
- 어코딩 투 짐 (2008)
- 커뮤니티 (2015)
- 미스터리 오브 로라 (2015)
- 볼러스 (2017)
- 골드버그 패밀리 (2019-21, 2023)

### 뮤직 비디오
- Liberian Girl (1989) - 마이클 잭슨